# René Guyot
René Guyot (1882 – ?) va ser un tirador francès. El 1900 va prendre part en els Jocs Olímpics de París, on guanyà la medalla de plata en la prova de Fossa olímpica.